# Rapport Raczyński
Pour les articles homonymes, voir Raczyński.

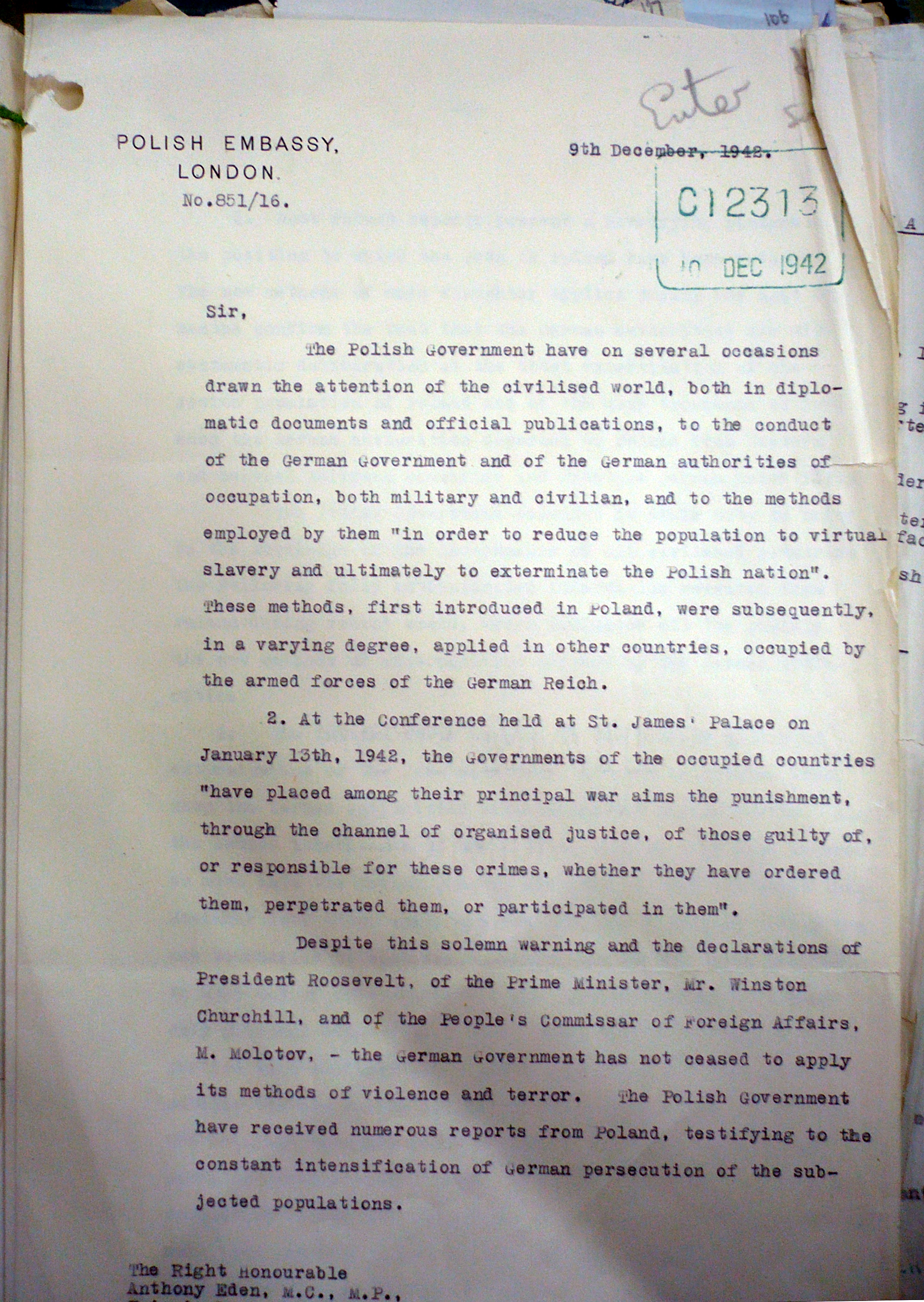
Rapport Raczyński.

Le rapport Raczyński est une note diplomatique du Gouvernement polonais en exil à Londres pendant la Seconde Guerre mondiale. Daté du 10 décembre 1942, ce texte d'une quinzaine de pages rédigées en anglais s'intitule The Mass Extermination of Jews in German Occupied Poland. Signé par Edward Bernard Raczyński, alors ministre des Affaires étrangères, le document décrit la réalité de la Shoah en Pologne occupée. Il a pour conséquence, une semaine plus tard, la publication de la Déclaration interalliée du 17 décembre 1942.

## Histoire
Le rapport, intitulé The Mass Extermination of Jews in German Occupied Poland, a pour sous-titre Note addressed to the Governments of the United Nations on December 10th, 1942, and other documents. Il est adressé par le comte Edward Bernard Raczyński, ministre des Affaires étrangères du Gouvernement polonais en exil, à l'ensemble des Alliés (les United Nations) et des pays neutres, dont le Vatican. Ses renseignements se fondent en partie sur les informations apportées de Pologne, à l'automne 1942, sous forme de microfilms, par le courrier de la Résistance polonaise Jan Karski. Il représente la première dénonciation de la Shoah par un gouvernement allié et la première démarche officielle pour la défense des Juifs en tant que victimes spécifiques du Troisième Reich. Le texte est publié peu après (le 30 décembre 1942) par le ministère polonais des Affaires étrangères sous la forme d'une brochure destinée au grand public.
Le rapport indique notamment que, sur trois millions de Juifs polonais, plus d'un tiers ont d'ores et déjà été assassinés par les nazis. 
Raczyński interviendra sans succès auprès des Alliés, au nom du Gouvernement polonais en exil, pour que soient menées des actions concrètes afin de mettre un terme au génocide,.